# László Károly (műgyűjtő)
László Károly (németül: Carl Laszlo, Pécs, 1923. július 16. – Bázel, 2013. november 8.) magyar-német-zsidó származású és identitású könyvkiadó, műgyűjtő, színész és író.

## Élete

### Korai évek
A 18. században Morvaországból Magyarországra menekült, kispolgári zsidó családba született. Népes távoli rokonságába a művészetpártoló cukorgyáros Fellnerektől a nagynénjéig, a kommunista Péchy Blanka színésznőig sok jeles személyiség tartozott. Apja falusi jegyzőből vált üzletemberré egy német gumivállalat magyarországi képviselőjeként.
Középiskolai tanulmányait a pécsi Nagy Lajos cisztercita reálgimnáziumban végezte. Rajongása az Árpád-házi királyokért és szentekért, valamint az ősmagyar sámánizmusért oda vezetett, hogy már kamaszkorában tudatosan gyűjtötte a paraszti és népművészeti emlékeket a Pécs és Pécsvárad közeli falvakban. Elsősorban szőtteseket és kézimunkákat gyűjtött. A középiskola elvégzése után a Pécsi Orvostudományi Egyetem orvosi fakultására iratkozott be, és jogot is hallgatott, de felsőfokú végzettséget nem szerzett.
1944-ben családját és őt magát is Auschwitzba deportálták, az amerikaiak Dachauban szabadították fel, 1945-ben. Közel negyven rokonát gázosították el haláltáborokban, a túlélők közül a háború után többen öngyilkosok lettek.

### Emigráció
1945 őszén Bázelbe költözött nővére után, és folytatta orvosi tanulmányait. Ezt azonban nem fejezte be, mert érdeklődése a pszichoanalízis felé fordult. Szondi Lipót tanítványa lett, ami később a szürrealizmus felé terelte.
Az 1950-es években élénken politizált, kiállt például a dalai láma ügye mellett. Zürichben színdarabokat írt, társulatot szervezett és vezetett. 1958-ban Panderma néven művészeti kiadót és folyóiratot alapított. Egy másik folyóiratának a címe Radar volt, Szondival készült interjúja ebben jelent meg 1981-ben.
Az 1960-as években barátai között a korszak legjelentősebb művészei voltak, többek között Andy Warhol, Victor Vasarely, Jean Cocteau, David Bowie, Allen Ginsberg, Timothy Leary, Friedensreich Hundertwasser, Robert Mapplethorpe és William Burroughs. Ezekben az években magával ragadta a hippimozgalom lelkesedése, Párizsban és New Yorkban is élt, és részt vett Albert Hoffman legális LSD-kísérleteiben. Érdeklődése az évtized folyamán a modern amerikai képzőművészet felé fordult. Saját galériát és gyűjteményt hozott létre Európában, kiterjedt kapcsolatrendszerében a Rothschildoktól kezdve a Galerie von Bartháig sok mindenki szerepelt. A rendszerváltás után Magyarországon is sokszor megfordult és dolgozott.
Végakarata szerint Veszprémben, a Mártírok útjai zsidó temetőben helyezték örök nyugalomra, bár 2000-ben Szilágyi János mikrofonja előtt (Kettesben) még úgy nyilatkozott, hogy a Pécsváradon nyugvó dédszülei mellé óhajt temetkezni.

## Munkássága
Bár színes egyénisége és optimista életszemlélete miatt gyakran nevezik „életművésznek”, valójában írói és színházi munkája jelentős, műgyűjtőként és műkereskedőként pedig korának egyik meghatározó európai alakja volt. Írói munkái közül kiemelkednek rövid írásai, amelyek újságokban jelentek meg, továbbá életrajzi írásai (Az út Auschwitz felé, Tóparti nyaralás, A nagybácsi stb.). Mint kiadó elsőként adta ki a hippi-korszak legnagyobbjainak műveit. Gyűjtőként és kereskedőként részben 15-19. századi buddhista szobrokat, részben kortárs művészek fotóit és alkotásait, részben pedig a hatvanas-hetvenes évek tömegkultúrájának fontos tárgyait (pólókat, játékokat) gyűjtötte. Kiemelt figyelmet biztosított elfeledett művészek támogatásának. A hatvanas évek elején így szerzett elévülhetetlen érdemeket a második világháború előtti avantgárd, a konstruktivizmus és a Bauhaus szellemének újjáélesztésében.
Barátja volt és kölcsönösen nagyra tartották egymást Kassák Lajossal, akiről könyvet írt, és a szintén hányatott sorsú Tamkó Sirató Károllyal, a Dimenzionista manifesztum szerzőjével. Ezen kívül az op-art és a pop-art népszerűsítéséért is sokat tett. A rendszerváltás után, szinte haláláig, több magyar színházban is színészként szerepelt: A fizikusok (Tamási Áron Színház), Lila ákác (Kézdivásárhelyi Városi Színház), Nők iskolája (Thália Színház/Tamási Áron Színház), Othello (Kisvárdai Várszínház), Yvonne, burgundi hercegnő (Tamási Áron Színház).
1996-ban tízezer darabból álló gyűjteményének egy részét Magyarországon helyezte el. Az alkotások a Műcsarnokban és a Kiscelli Múzeumban voltak láthatók. 
Galambos Tamás Aladár művelődéstörténész közvetítésének eredményeként, a 200 darabos kollekció 2001-ben méltó helyére, Veszprémbe a Dubniczay palotába került. Főképp magyar művészek alkotásait tartalmazta Rippl-Rónai Józseftől és Aba-Novák Vilmostól kezdve Péri Lászlón át Kassákig, Moholy-Nagy Lászlóig és Beöthy Istvánig. 
László Károly 2013-as halála után az örökös fokozatosan kivonult az együttműködésből, leépítette a kiállítást, a műtárgyak egy részét értékesítette jogával élve. 2017 április 3-án pedig végleg bezárt a veszprémi László Károly gyűjtemény.
Életéről és munkásságáról több dokumentumfilm is született.

## Művei
- Die Homosexualität des Mannes im Szondi-Test. Ein Beitrag zur Erforschung der Homosexualität und zur Kritik der Szondi-Methode; Enke, Stuttgart, 1956 (Beiträge zur Sexualforschung, 8.)
- Ferien am Waldsee. Erinnerungen eines Überlebenden; Gute Schriften, Basel, 1956
- Aufruf zum Luxus und andere Manifeste; Collispress–Eckhardt, Stuttgart, 1967
- Ma. Kassák; szerk. Carl László; Panderma, Basel, 1968
- Avantgarde. Progressive ungarische Kunst des 20. Jahrhunderts; Panderma, Basel, 1976
- Miklós Bartha–Carl László: Der Sturm. Die ungarischen Künstler am Sturm. Berlin 1913-1932; Galerie–Panderma, Basel, 1983
- Der Weg nach Auschwitz. Jugend in Ungarn; Nachtmaschine, Basel, 1987
- Tóparti nyaralás. Egy túlélő visszagondol; németből ford. Esterházy Mátyás; Mahir, Miskolc, 1990
- Az út Auschwitz felé. Ifjúságom Magyarországon; németből ford. Esterházy Mátyás; Panderma, Bp., 1997
- Der Weg nach Auschwitz und Ferien am Waldsee. Erinnerungen eines Überlebenden; Vacat, Potsdam, 1998
- 13 Wiederentdeckungen / 13 újrafelfedezés; németből. ford. Baranyai Edit; Panderma, Bp., 2000
- Der Weg nach Auschwitz. Jugend in Ungarn; Panderma, Bp., 2001
- Az út Auschwitz felé; németből ford. Esterházy Mátyás; Mundus, Bp., 2004 (Mundus – emlékiratok)

## Kitüntetései
- Veszprém város Tiszteletbeli Polgára cím (2006)
- A Magyar Érdemrend lovagkeresztje (2007)
- Pro Cultura Hungarica díj (2013)

## Dokumentumfilmek
- Gömör Tamás (rend.): László Károly, a konzervatív forradalmár (2008) Vimeo
- Brády Zoltán (rend.): László Károly portréi (2000) Youtube
- Bodnár István (rend.), Szilágyi János riporter: Kettesben, 2000, 40 perc
- Lestár János (rend.): László Károly portré (1994)